# Alexis Manyoma
Pour l’article homonyme, voir Manyoma.
Alexis Manyoma, né le 3 janvier 2003 à Puerto Tejada en Colombie, est un footballeur colombien qui joue au poste de milieu offensif à Colorado Rapids, en prêt de l'Estudiantes LP.

## Biographie

### En club
Né à Puerto Tejada en Colombie, Alexis Manyoma est formé par Cortuluá. Il joue son premier match en professionnel le 6 février 2021, lors d'une rencontre de championnat contre le Fortaleza C.E.I.F.. Il entre en jeu et son équipe s'impose par trois buts à zéro.
Il inscrit son premier but en professionnel le 26 janvier 2022, contre le Jaguares de Córdoba FC. Son but ne permet toutefois pas à son équipe d'obtenir un résultat, celle-ci s'inclinant par deux buts à un.
Le 23 décembre 2022, l'Independiente Santa Fe annonce l'arrivée d'Alexis Manyoma pour la saison à venir.

### En sélection
Alexis Manyoma représente l'équipe de Colombie des moins de 20 ans. Il inscrit son premier but avec cette sélection dès sa première apparition, le 31 mai 2022 contre les Comores, en match amical. Il récidive le 3 juin suivant, lors d'une victoire face à l'Algérie (1-2 score final). Manyoma est appelé avec cette sélection pour participer au Championnat d'Amérique du Sud des moins de 20 ans qui a lieu en janvier et février 2023. Il joue les neuf matchs de son équipe, dont six comme titulaire, et marque un but contre le Venezuela lors du dernier match (victoire 1-2 des Colombiens),.